# Viva Piñata
Viva Piñata é um jogo de simulador de vida de 2006 desenvolvido pela Rare e publicado pela Microsoft Game Studios para o Xbox 360. O jogo gira em torno do jogador cuidando de um jardim abandonado na Ilha Piñata, no qual diferentes variações de pinhatas baseadas em animais devem ser criadas enquanto se afugenta de intrusos intrometidos. O projeto foi liderado por Gregg Mayles e a equipe por trás da série Banjo-Kazooie, baseado em uma ideia do co-fundador da Rare, Tim Stamper. A Microsoft queria que o jogo se tornasse uma franquia chave para a plataforma e desenvolveu um programa de televisão para acompanhar a série. Viva Piñata foi lançado em novembro de 2006.
O jogo recebeu avaliações positivas da crítica, que elogiou os gráficos, a paleta de cores e os inúmeros tipos de pinhatas. Eles não gostaram da interrupção causada pelo salvamento automático frequente. Uma versão para Windows, gerenciada pela Climax Group, foi lançada em novembro de 2007. O jogo deu início à série Viva Piñata, com uma sequência direta e uma versão portátil, ambas lançadas em 2008. Viva Piñata está incluído no Rare Replay de 2015 da Rare, uma compilação de 30 jogos para o Xbox One.

## Jogabilidade

Uma captura de tela de um jardim. O canto superior direito exibe o relógio e o primeiro plano mostra vários tipos de pinhatas

Viva Piñata é um jogo de simulador de vida em primeira pessoa em que o jogador restaura e cuida de um jardim abandonado na Ilha Piñata. O jogador usa ferramentas de jardinagem, como pás e regadores, para arar seu jardim, semear, criar lagos e esculpir o jardim a seu gosto. Quando certos requisitos são atendidos, o jardim atrairá um contorno preto e branco de uma determinada espécie de pinhata. Depois de cumprir os requisitos adicionais, a pinhata se tornará em uma residente, mudando para uma versão colorida.
Uma vez que duas pinhatas da mesma espécie sejam residentes e seus requisitos de acasalamento sejam atendidos, elas podem realizar uma dança "romântica". Se o jogador completar com sucesso um minijogo de labirinto, o romance resulta em um ovo de pinhata bebê, que é entregue por uma cegonha. As pinhatas não têm gênero e, portanto, quaisquer duas pinhatas da mesma espécie podem acasalar. Uma vez que uma espécie de pinhata tenha um romance com sucesso, o jogador pode usar um atalho de doces para contornar seus requisitos originais de romance. O jogador pode chocar o ovo ou enviá-lo para outro jogador pelo Xbox Live. Os antagonistas do jogo incluem os "Ruffians" liderados pelo Professor Pester e "pinhatas azedas" que ocasionalmente entram no jardim do jogador com a única intenção de causar estragos: comendo sementes, jogando doces de pinhata venenosos e destruindo objetos. O jogador pode domar pinhatas azedas construindo cercas ao redor delas. As ervas daninhas podem brotar ocasionalmente no jardim do jogador e se espalharão rapidamente para destruir as fileiras de vegetais se o jogador não as matar a tempo.
O jogo apresenta sessenta tipos de pinhatas. Certos animais são "pinhatavores" e devem comer outras pinhatas para se tornarem residentes ou se reproduzirem. Existe uma cadeia alimentar (conhecida como donut da vida), com várias espécies de pinhata tendo uma ou duas outras que são consideradas presas. Quando essas pinhatas estão visitando o jardim, elas devoram os residentes do jardim para satisfazer suas necessidades de residência. Uma vez que as pinhatas são residentes, elas não comem umas às outras, a menos que sejam instruídas a fazê-lo pelo jogador, embora possam ocorrer brigas entre residentes que não compartilham a relação predador-presa. Pinhatas morrem quando são quebradas, seja por predaciosidade de outra pinhata, pelo acerto da pá do jogador ou do Professor Pester, ou após uma doença prolongada. Pinhatas mortas perdem seus acessórios equipados. Os jogadores também podem trocar as suas pinhatas com outros jogadores pela Internet via Xbox Live.

## Desenvolvimento
O cofundador da Rare, Tim Stamper, concebeu um jogo de jardinagem para a uma plataforma portátil Pocket PC em 2002. Uma equipe de três pessoas começou a trabalhar em um protótipo simples enquanto a empresa ainda era afiliada à Nintendo, antes de sua aquisição pela Microsoft. O desenvolvimento foi transferido para o Xbox original e, em última análise, para o Xbox 360 por suas capacidades gráficas aprimoradas. A equipe de desenvolvimento queria que seus animais tivessem um estilo unificado, e foi assim que o artista conceitual chegou ao conceito pinhata. A ideia era animadora para a equipe, já que pinhatas não eram comuns no Reino Unido. A conexão entre pinhatas e interiores cheios de doces levou a novas direções de jogo.
A equipe de Viva Piñata foi um modelo de produtividade e produção regular dentro da Rare e da Microsoft Studios. Embora em comparação com as equipes de 12 pessoas por trás dos jogos anteriores da Rare, as equipes de desenvolvimento do Xbox 360 da empresa consistiam de 50 a 60 pessoas. A equipe de Viva Piñata incluiu cerca de 50 pessoas em seu apogeu. A Microsoft fez a transição de suas equipes de desenvolvimento para usar seu pacote XNA para otimizar e reduzir a duplicação nos esforços de engenharia. A empresa pressionou a equipe de desenvolvimento de Viva Piñata para manter os temas do jogo amigáveis para a família, já que a empresa-mãe planejou o jogo e a franquia resultante para aumentar o apelo de mercado de seu Xbox 360. Em 2006, um executivo da Microsoft Games considerou o jogo a sua franquia mais importante.
Viva Piñata foi planejado como uma propriedade intelectual maior. A 4Kids Entertainment concordou em fazer um desenho animado Viva Piñata antes do jogo ser lançado, tendo selecionado a série entre várias propriedades da Microsoft oferecidas. A 4Kids também cuidou do merchandising da série. O desenho animado estava intimamente ligado ao jogo, e suas animações eram baseadas nos próprios modelos de personagens 3D do jogo, com Gregg Mayles da Rare aprovando episódios por sua aplicabilidade ao jogo durante o desenvolvimento do programa. O desenho animado também foi projetado para dar dicas aos espectadores sobre como interagir com as pinhatas do jogo. O enredo da série animada mais tarde influenciou o enredo de Trouble in Paradise.

### Lançamento

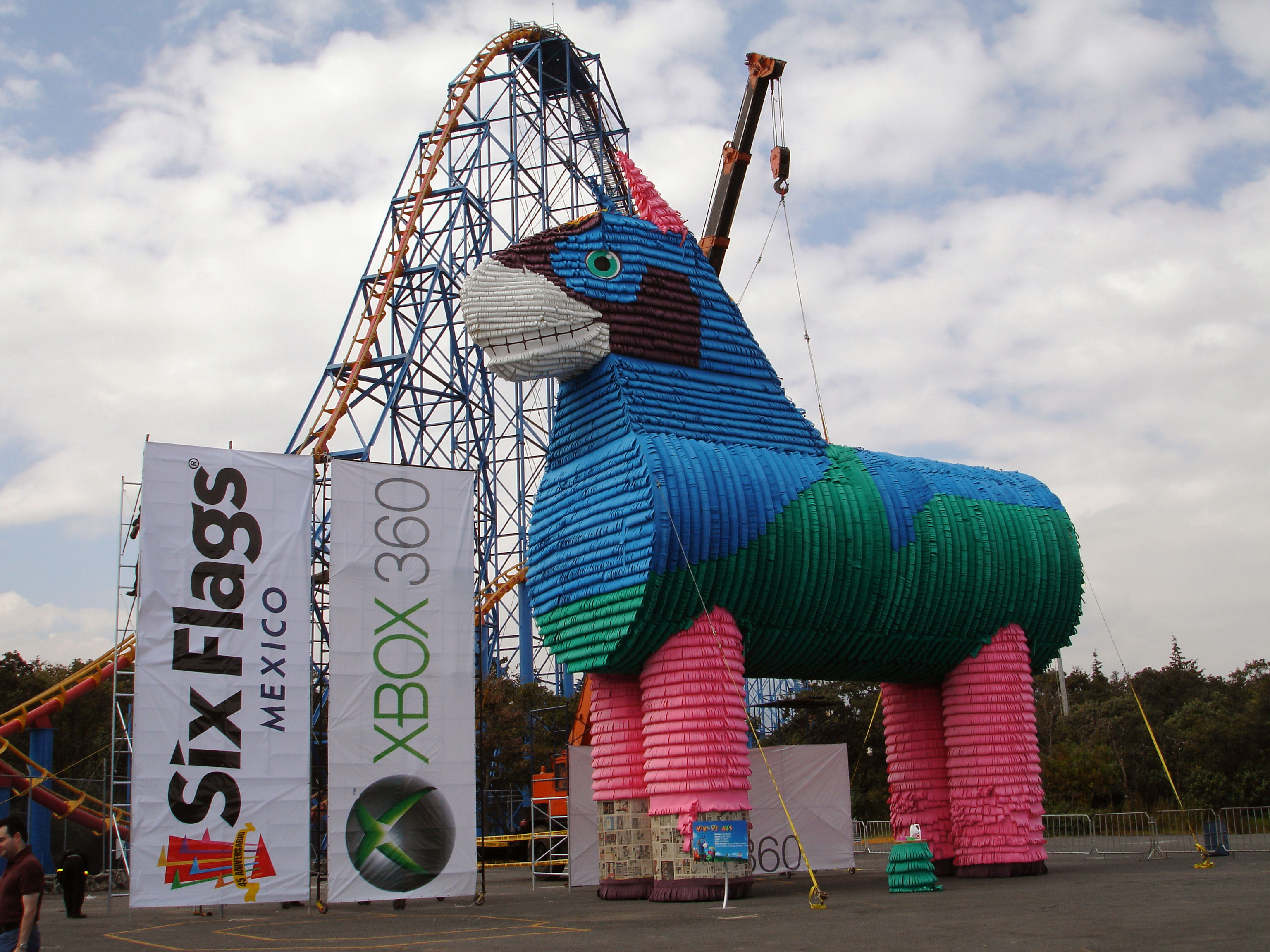
Hudson Horstachio, a maior pinhata do mundo

Após o lançamento de Viva Piñata em 2006, a sua equipe de desenvolvimento o considerou incompleto. Os desenvolvedores cortaram ideias parciais do lançamento para cumprir seus prazos. Gregg Mayles, da Rare, disse que o jogo vendeu bem e de forma constante no nível das expectativas e o executivo do Xbox, Phil Spencer, acrescentou que o jogo foi considerado um sucesso dentro da empresa. A equipe incorporou o feedback dos jogadores e trabalhou para uma "versão mais definitiva" do original.
Durante a conferência de imprensa da Microsoft na E3 2007, uma versão para o Microsoft Windows de Viva Piñata foi anunciada. A conversão foi feita pela Climax Group. O jogo faz parte do programa Games for Windows que oferece instalação e suporte mais fáceis para o Games Explorer do Windows Vista, Controle do Xbox 360 para Windows, Controles Parental e o uso do Games For Windows - Live.
Em dezembro de 2006, a Microsoft colaborou com o parque de diversões Six Flags Mexico para promover o Xbox 360 e também Viva Piñata. Para conseguir isso, uma pinhata com 15 metros de altura e 16 metros de comprimento, especificamente um Horstachio, foi construída no parque. Na época, era a maior pinhata registrada já construída.

## Recepção
Viva Piñata recebeu críticas "geralmente favoráveis", de acordo com o agregador de críticas de jogos eletrônicos Metacritic. Quase um ano após seu lançamento, Justin Cook da Rare disse que o jogo vendeu cerca de 500 mil cópias.
Os gráficos foram elogiados por unanimidade pela crítica. Justin Calvert da GameSpot afirmou que a atenção aos detalhes era "uniformemente impressionante" e afirmou que os visuais eram coesos. Erik Brudvig da IGN descobriu que a lentidão gráfica do jogo durante seu autosalvamento frequente era surpreendente, embora ele elogiasse a apresentação em geral. Andrew Taylor, da Official Xbox Magazine, elogiou o uso vibrante de cores e a atenção aos detalhes. Will Tuttle da Team Xbox afirmou de forma semelhante que as cores eram "vivamente vibrantes" e a estética do design "notavelmente apelativa", embora também tenha achado o abrandamento do autosalvamento frustrante. Gerald Villoria, da GameSpy, afirmou que os gráficos eram "de tirar o fôlego" e notou que as paletas de cores das próprias pinhatas davam a impressão de que foram "retiradas diretamente de uma série animada".
Os críticos elogiaram vários aspectos da jogabilidade. Calvert gostou das amplas opções de personalização e grande número de variações de pinhatas, afirmando que a jogabilidade em si era "suave como a seda". Brudvig observou que havia uma "tonelada para fazer"; elogiou o incentivo à descoberta e afirmou que é "constantemente preenchido com momentos em que se encontra algo novo para fazer". Tuttle elogiou o grande número de pinhatas, afirmando que encontrar gerir todos os recursos dá "muito trabalho". Villoria elogiou a jogabilidade estratégica "surpreendentemente profunda", dizendo que foi uma das experiências mais "divertidas e gratificantes" para o Xbox 360.
Viva Piñata foi indicado para seis prêmios pela Academia de Artes e Ciências Interativas por seu décimo prêmio anual em 2006. A trilha sonora de Grant Kirkhope foi indicada para Trilha Original no prêmios BAFTA de 2007. O jogo foi nomeado para "Melhor Jogo Original" no prêmio X-Play de Melhores Jogos de 2006. Outras indicações incluem um Parents' Choice Award da Fundação Parents' Choice, e uma nomeação ao prêmio "Jogo do Ano de 2006" da GameSpot dentre dez indicados, embora tenha recebido apenas 3% do total de votos.

### Legado
A sequência Viva Piñata: Trouble in Paradise foi lançada em setembro de 2008. A sequência adiciona mais de 30 novas espécies de pinhata, um modo sandbox "Just for Fun" e novos modos cooperativos, bem como novos ambientes desérticos e árticos. O jogo original e Trouble in Paradise foram posteriormente relançados como parte da compilação Rare Replay do Xbox One de 2015, mas o servidor que controlava seus recursos de compartilhamento de pinhata havia sido encerrado nessa época. Em junho de 2019, ambos os jogos foram aprimorados para rodar na resolução 4K nativa no Xbox One X.
A Rare fez uma versão do jogo para o Nintendo DS, intitulada Viva Piñata: Pocket Paradise, lançado em setembro de 2008. As principais alterações incluem um esquema de controle que faz uso da caneta, bem como a presença de informações adicionais sensíveis ao contexto na segunda tela. Um spin-off de jogo de festas, Viva Piñata: Party Animals foi lançado para o Xbox 360 em outubro de 2007. Desenvolvido pela Krome Studios, o jogo apresenta os personagens pinhatas do programa de TV competindo em corridas e vários minijogos de festa.